# Гашение надрезом
Гашение надрезом — в филателии вид гашения посредством надрезания ножницами знаков почтовой оплаты, наклеенных на почтовом отправлении или на бланке, с дополнительным гашением почтовым штемпелем или без него.
Такой вид гашения применялся в Османской империи в период с 1908 года по 1922 год для гашения почтовых марок высоких номиналов.
В Афганистане гашение надрезом использовалось в период с 1870 года по 1891 год наряду с гашением разрывом (когда от почтовой марки отрывался небольшой её кусочек.